# San Pedro de Colalao
San Pedro de Colalao är en ort i Argentina.   Den ligger i provinsen Tucumán, i den norra delen av landet, 1 200 km nordväst om huvudstaden Buenos Aires. San Pedro de Colalao ligger 1 082 meter över havet och antalet invånare är 3 065.
Terrängen runt San Pedro de Colalao är kuperad åt sydväst, men åt nordost är den platt. Runt San Pedro de Colalao är det mycket glesbefolkat, med 5 invånare per kvadratkilometer.. Det finns inga andra samhällen i närheten.
I omgivningarna runt San Pedro de Colalao växer i huvudsak lövfällande lövskog.